# Hittisleigh
Hittisleigh – wieś w Anglii, w hrabstwie Devon, w dystrykcie Mid Devon. Leży 19 km na zachód od miasta Exeter i 271 km na zachód od Londynu. Miejscowość liczy 113 mieszkańców.